# Shendu Miaozuxiang
Shendu Miaozuxiang är en ort i Kina. Den ligger i provinsen Hunan, i den södra delen av landet, omkring 310 kilometer väster om provinshuvudstaden Changsha. Antalet invånare är 320.
Runt Shendu Miaozuxiang är det ganska tätbefolkat, med 222 invånare per kvadratkilometer. Närmaste större samhälle är Hongjiang, 6,4 km väster om Shendu Miaozuxiang. I omgivningarna runt Shendu Miaozuxiang växer i huvudsak blandskog.
Genomsnittlig årsnederbörd är 1 942 millimeter. Den regnigaste månaden är maj, med i genomsnitt 306 mm nederbörd, och den torraste är december, med 60 mm nederbörd.